# Památkové ochranné pásmo
Památkové ochranné pásmo, tedy v České republice ochranné pásmo podle zákona o státní památkové péči, může být zřízeno u nemovité kulturní památky, nemovité národní kulturní památky nebo u památkově chráněného území (památkové zóny nebo památkové rezervace), a to k ochraně těchto památek, území nebo jejich prostředí. 

## Vymezení ochranného pásma
V České republice je podle § 17 zákona č. 20/1987 Sb. možné zřídit ochranná pásma k ochraně: 
- nemovité kulturní památky nebo jejího prostředí
- nemovité národní kulturní památky nebo jejího prostředí
- památkové rezervace nebo jejího prostředí
- památkové zóny nebo jejího prostředí.

Zatímco vlastní památku nebo památkově chráněné území vyhlašuje, dle typu ochrany, ministerstvo kultury nebo vláda, ochranná pásma stanoví ve všech případech obecní úřad obce s rozšířenou působností formou územního rozhodnutí podle stavebního zákona, a to po vyjádření odborné organizace státní památkové péče. V případě nemovité kulturní památky tak tento obecní úřad činí na základě potřeby, v případě nemovité národní kulturní památky, památkové rezervace nebo památkové zóny na základě návrhu krajského úřadu. O změně ochranného pásma nemovité národní kulturní památky, památkové rezervace nebo památkové zóny rozhoduje obecní úřad obce s rozšířenou působností na návrh krajského úřadu, který tento návrh předem dohodne s ministerstvem kultury. Obecní úřad obce s rozšířenou působností může po vyjádření odborné organizace státní památkové péče pravomocné rozhodnutí o stanoven ochranného pásma změnit, pokud se změnil účel, pro který bylo ochranné pásmo vymezeno, a může je i zrušit, pokud zanikl předmět ochrany.
Prováděcí předpis, vyhláška ministerstva kultury ČSR č. 66/1988 Sb., ve svém § 17 stanoví, že vymezení ochranného pásma obsahuje určení předmětu ochrany, důvod vymezení, popis hranice ochranného pásma, kopii pozemkové mapy se zákresem průběhu hranic ochranného pásma a stanovení podmínek pro činnosti v ochranném pásmu a že vymezení ochranného pásma obecní úřad obce s rozšířenou působností oznámí odborné organizaci, příslušným orgánům územního plánování a příslušnému stavebnímu úřadu.
Podle § 7 zákona 20/1987 Sb. se všechny typy památkových pásem zapisují do Ústředního seznamu kulturních památek České republiky.

## Regulace v ochranném pásmu
Je-li nezbytné k vytvoření ochranného pásma získat některé pozemky nebo stavby, popřípadě provést jejich odstranění, a nedojde-li k dohodě s vlastníkem, lze pozemky a stavby vyvlastnit. Lze také nařídit nezbytné úpravy stavby, jiného zařízení nebo pozemku. Vznikne-li vlastníku nebo uživateli pozemku, který není ve státním majetku, majetková újma v důsledku vyhlášení ochranného pásma a souvisejících opatření, přísluší mu přiměřená náhrada, kterou poskytuje obec s rozšířenou působností.
V rozhodnutí o vymezení ochranného pásma nemovité kulturní památky může úřad omezit nebo zakázat určitou činnost nebo učinit jiná vhodná opatření na základě závazného stanoviska dotčeného orgánu. 
Hlavní účinek ochranného pásma dopadá na vlastníka, správce či uživatele nemovitosti, která není kulturní památkou, a je obdobný jako v případě, kdy se taková nemovitost nachází v památkové zóně nebo památkové rezervaci. Podle § 14 odst. 2 zákona č. 20/1987 Sb. je povinen si k některým činnostem předem vyžádat závazné stanovisko obecního úřadu obce s rozšířenou působností. Tato povinnost se vztahuje: 
- k zamýšlené stavbě,
- prodejnímu stánku,
- konstrukci a zařízení pro slavnostní výzdobu a osvětlení budov, jejichž umístění nepřesáhne 30 po sobě jdoucích dnů,
- změně stavby,
- terénním úpravám,
- umístění nebo odstranění zařízení,
- odstranění stavby,
- úpravě dřevin nebo
- udržovacím pracím na této nemovitosti.

Povinnost vyžádat si závazné stanovisko je vyloučena, jde-li o stavbu, změnu stavby, udržovací práce, umístění nebo odstranění zařízení, jejichž provedením se nezasahuje žádným způsobem do vnějšího vzhledu dané nemovitosti v ochranném pásmu, která není kulturní památkou. V rozhodnutí o vymezení ochranného pásma nemovité kulturní památky úřad určí, u kterých nemovitostí v ochranném pásmu, nejsou-li kulturní památkou, nebo u jakých druhů prací na nich, včetně úpravy dřevin, je vyloučena povinnost vyžádat si předem závazné stanovisko.
Na vlastníka kulturní památky se při zásazích do prostředí kulturní památky vztahuje obdobná povinnost žádat o závazné stanovisko úřadu i tehdy, pokud není ochranné pásmo vymezeno. 
V závazném stanovisku se vyjádří, zda práce tam uvedené jsou z hlediska zájmů státní památkové péče přípustné, a stanoví se základní podmínky, za kterých lze tyto práce připravovat a provést.
Obecní úřad obce s rozšířenou působností podle § 29 zákona č. 20/1987 Sb. také uplatňuje stanovisko k územně plánovací dokumentaci pro území, ve kterém je nemovitá kulturní památka nebo jakékoliv památkové ochranné pásmo, nejde-li o působnosti ministerstva kultury nebo krajského úřadu, a ve vztahu k tomuto území uplatňuje stanovisko k vymezení zastavěného území.